# ألبرت ساكو
ألبرت ساكو (بالإنجليزية: Albert Sacco) (و. 1949 – م) هو رائد فضاء، وبروفسور من الولايات المتحدة الأمريكية . ولد في بوسطن .

## ريادة الفضاء
شارك في المهمات الفضائية:
- STS-73.

## التعليم
تعلم في معهد ماساتشوست للتكنولوجيا